# Nikolái Ladovski
Nikolái Aleksándrovich Ladovski (en ruso: Николай Александрович Ладовский) (Moscú, 1881-ibíd. 1941) fue un arquitecto ruso fundador de la escuela moderna soviética de arquitectura.

## Biografía
Se graduó en arquitectura en el año 1917, coincidiendo con la Revolución Rusa. Fue este un suceso crucial en el pensamiento arquitectónico de Ladovsky, quien en 1919 y junto con otros arquitectos como Vladímir Krinsky o Alekséi Rujlyadev, entre otros, rompieron con el estilo arquitectónico historicista para dar paso a la arquitectura de vanguardia, lo cual se refleja en la redacción de algunos textos en los que mostraba su visión arquitectónico-artística. Ello le valió convertirse en uno de los líderes de la nueva escuela rusa y en 1920 se incorporó al Instituto de Cultura Artística de Moscú como profesor. Ese mismo año, presentó un innovador programa de formación en el Vjutemás —Talleres de Enseñanza Superior del Arte y de la Técnica— que rompía con el vigente hasta entonces coligado a Zholtovsky y se convirtió también en profesor de esa facultad, donde ejercería hasta 1930 y donde lideraría una tendencia racionalista formalista. Junto con Vladímir Krinsky y Nikolái Dokucháiev configuró un nuevo departamento, conocido como Obmas y al que se asoció un curso completamente nuevo en cuanto al desarrollo de la percepción espacial en detrimento de la enseñanza de los elementos del patrimonio arquitectónico.
En 1923 participó en la fundación de ASNOVA (Asociación de Nuevos Arquitectos), una unión de arquitectos racionalistas la mayoría de los cuales pertenecían a la escuela del Vjutemás. Un año después ganaron el concurso para la construcción del Estadio Rojo Internacional de Moscú, en la que Ladovsky quedó al frente de la dirección del equipo de diseño, aunque en 1927 se canceló el proyecto.
En 1925 Ladovsky se asoció con El Lissitzky para diseñar nuevas viviendas en Ivánovo, bloques residenciales organizados en planta en zigzag o en forma de estrella. En 1926 Ladovsky y Lissitzky editaron un primer y único volumen de una revista llamada Izvestia ASNOVA (Noticias ASNOVA) en la que publicaron la mayoría de las obras de Ladovsky. Dos años después creó, junto con estudiantes del Vjutemás, una agrupación llamada ARU centrada en la planificación urbana para el desarrollo sostenible de aquellas ciudades que crecían a gran velocidad. Proponían extensiones lineales del centro de la ciudad y a lo largo de un único radio, vivienda concéntrica y zonas industriales al final de ese radio, obteniendo una planimetría en forma de herradura. Aseguraban que este planteamiento reduciría la necesidad de construir rascacielos en el centro y solucionaría los problemas de congestión del tráfico.
Desde 1932 y hasta su fallecimiento, en el periodo estalinista, aunque no lo perdió todo, la vida de Ladovsky cambió por completo, tras la desaparición del Vjutemás y su desvinculación de ARU. A partir de aquellos momentos se le asignó la gestión del taller de Quinta Planificación Mossovet, responsable del rediseño de los distritos Zamoskvoréchye y Yakimanka. Entre 1933 y 1935, antes de la promulgación del plan maestro de Stalin para la reconstrucción de Moscú, diseñó un plan de desarrollo para el distrito Zamoskvoréchye en el que proponía la conversión de la estrecha calle Bolshaya Ordynka en una gran avenida, sustituyendo los edificios históricos existentes y el entramado de calles por hileras de nuevos edificios de considerable altura y de corte racionalista. Fue un proyecto que nunca se materializó.
Participó también en los concursos para la construcción del Palacio de los Sóviets, así como también en otros concursos como el del metro de Moscú, en el que resultaría vencedor y que se ejecutaría en 1935. Falleció en 1941.